# Grimsjön (Vrigstads socken, Småland)
Grimsjön är en sjö i Sävsjö kommun i Småland och ingår i Lagans huvudavrinningsområde. Sjön är 1,4 meter djup, har en yta på 0,0402 kvadratkilometer och är belägen 202 meter över havet.

## Delavrinningsområde
Grimsjön ingår i det delavrinningsområde (636138-141682) som SMHI kallar för Mynnar i Bodaån. Avrinningsområdets medelhöjd är 223 meter över havet och ytan är 35,3 kvadratkilometer. Det finns inga delavrinningsområden uppströms utan avrinningsområdet är högsta punkten. Vattendraget som avvattnar avrinningsområdet har biflödesordning 4, vilket innebär att vattnet flödar genom totalt 4 vattendrag innan det når havet efter 212 kilometer. Delavrinningsområdet består mestadels av skog (82 procent). Avrinningsområdet har 0,31 kvadratkilometer vattenytor vilket ger det en sjöprocent på 0,9 procent.